# Imperial Epineuse
Imperial Epineuse es una variedad cultivar de ciruelo (Prunus domestica), de las denominadas ciruelas europeas.
Una variedad que se encontró creciendo como una plántula al azar alrededor de 1870 en un monasterio abandonado cerca de Clairac, en el Valle de Lot (Lot-et-Garonne). Las frutas tienen una pulpa bastante suave, muy jugosa, con un sabor muy dulce y bueno. Tolera las zonas de rusticidad según el departamento USDA, de nivel 5b, 5a, 6b, 6a, 7b, 7a.

## Sinonimia
- "Clairac Mammoth",
- "Imperial Epineux".

## Historia
'Imperial Epineuse' variedad de ciruela, se encontró creciendo como una plántula al azar alrededor de 1870 en un monasterio abandonado cerca de Clairac, en el Valle de Lot (Lot-et-Garonne), el gran distrito de las ciruelas pasas de Francia. Fue introducida por primera vez a los Estados Unidos por Felix Gillett de Nevada City, California, quien recibió la variedad con varias otras en 1883, tres años antes de una importación similar realizada por John Rock de Niles, California. Después de probar la variedad, el Sr. Gillett la mencionó, sin nombre, en su catálogo en 1888, pero debido a la escasez de árboles no pudo introducirla en el comercio hasta 1893, cuando se envió con el nombre de "Clairac Mammoth" del nombre de su lugar de origen.
Consta una descripción del fruto: 1. Cal. State Bd. Hort. 48, 50. 1897-98. 2. U.S.D.A. Div. Pom. Bul. 7:316. 1898. 3. Can. Exp. Farm Bul. 2nd Ser. 3:53. 1900. 4. Bailey Cyc. Hort. 1378. 1901. 5. Wickson Cal. Fruits 221, 224. 1908.
'Imperial Epineuse' está cultivada en diversos bancos de germoplasma de cultivos vivos, tales como en el National Fruit Collection (Colección Nacional de Fruta) de Reino Unido.

## Características
'Imperial Epineuse' árbol particularmente grande y vigoroso, siendo su fuerte crecimiento erguido una característica notable de la variedad, extendido, bastante productivo; ramas numerosas, cubiertas de muchos espolones frutales; yemas de hojas grandes, muy libres, anchas en la base; hojas plegadas hacia atrás, obovadas. Flor blanca, que tiene un tiempo de floración que comienza a partir del 18 de abril con el 10% de floración, para el 21 de abril tiene una floración completa (80%), y para el 8 de mayo tiene un 90% de caída de pétalos. Es auto estéril necesita un polinizador adecuado.
'Imperial Epineuse' tiene una talla de fruto grande, de forma ovoide, redondeada, simétrica, con peso promedio de 85.87 g; epidermis tiene una piel gruesa de color verde amarillento a rojo púrpura, más oscuras en el lado soleado, moteadas; pulpa de color verde amarillo pulpa bastante suave, muy jugosa, con un sabor muy dulce y bueno.
Hueso adherente, mediano o grande, elíptico, surcos poco marcados, superficie rugosa.
Su tiempo de recogida de cosecha se inicia en su maduración de principios a mediados de septiembre.

## Progenie
'Imperial Epineuse' tiene en su progenie como Parental-Madre, a la nuevas variedad de ciruela:
- Valor

## Usos
Una buena opción para enlatar y secar. 